# رز ایرانی
رز ایرانی یا ورک (نام علمی: Rosa persica) یکی از گونه‌های رز است. رز ایرانی به صورت درختچه‌هایی به ارتفاع ۶۰ تا ۵۰ سانتی‌متر است. مرکز گل آن به رنگ قهوه‌ای مایل به قرمز است و گلبرگ‌های آن زرد رنگ است.
این رز یک گونه غیرمعمول از خانواده رزها است که زمانی در دسته‌بندی گیاهان به جنس جداگانه‌ای به نام هولتمیا (Hulthemia) تعلق داشت. این گیاه بومی صحراها و استپ‌ها از ایران و افغانستان در جنوب، تا آسیای مرکزی و سیبری غربی در شمال است.
ویژگی‌های مشخصهٔ آن شامل برگ ساده بدون گوشوارک (stipules) است (در حالی که اکثر برگ‌های رز دارای برگچه‌های پینات با ۳ تا ۷ برگچه و گوشوارک و گلی منحصر به فرد با ناحیهٔ مرکزی تیره‌تر رنگ هستند.
این گیاه در زیستگاه طبیعی خود یک علف مزاحم برای کشاورزی با ریشه عمیق است که از طریق پاجوش‌زنی رشد می‌کند. این گیاه در مزارع ایران می‌روید، جایی که پس از برداشت محصول غلات، جمع‌آوری شده و به عنوان سوخت استفاده می‌شود اما کاشت و پرورش آن در باغ دشوار است و به ندرت نیز پرورش داده می‌شود.
رُز بربری‌فولیا (Rosa berberifolia) گاهی به عنوان یکی از واریته‌های این گونه در نظر گرفته می‌شود و به نام R. persica var. berberifolia شناخته می‌شود.

## مناطق اصلی رویش
این گیاه در ایران در استان‌های گرگان، کرمانشاه، اصفهان، اراک، خراسان، آذربایجان، قزوین، همدان، دامغان، سمنان و تهران می‌روید و رویشگاه اصلی آن منطقه کرج است؛ گل رز ایرانی همچنین در ترکمنستان و منطقه هرات در افغانستان نیز یافت می‌شود.

## ترکیب‌های هیبریدی
رُز ایرانی می‌تواند با گونه‌های دیگر رز ترکیب شود، و این ترکیب‌ها در گذشته به عنوان جنس هیبریدی ×Hulthemosa شناخته می‌شدند. یکی از اندک ارقام ×Hulthemosa که به صورت تجاری در دسترس است، رقم 'آلیسار، شاهدخت فنیقیه' (Alissar, Princess of Phoenicia) که به نام 'هارسیدون' نیز شناخته می‌شود، است. در بهار سال ۲۰۱۲، جیم اسپرول، متخصص ترکیب‌های رز، خط جدیدی از هیبریدهای هولتهمیا با نام آیکونیکس (Eyeconics) منتشر کرد که نتیجه پانزده سال تلاش او بود.
رنگ زرد در رزهای پرورش‌یافته معمولاً از این گونه مشتق نمی‌شود، بلکه از رزهای وحشی دیگر با گل‌های زرد گرفته شده است.

## نگارخانه

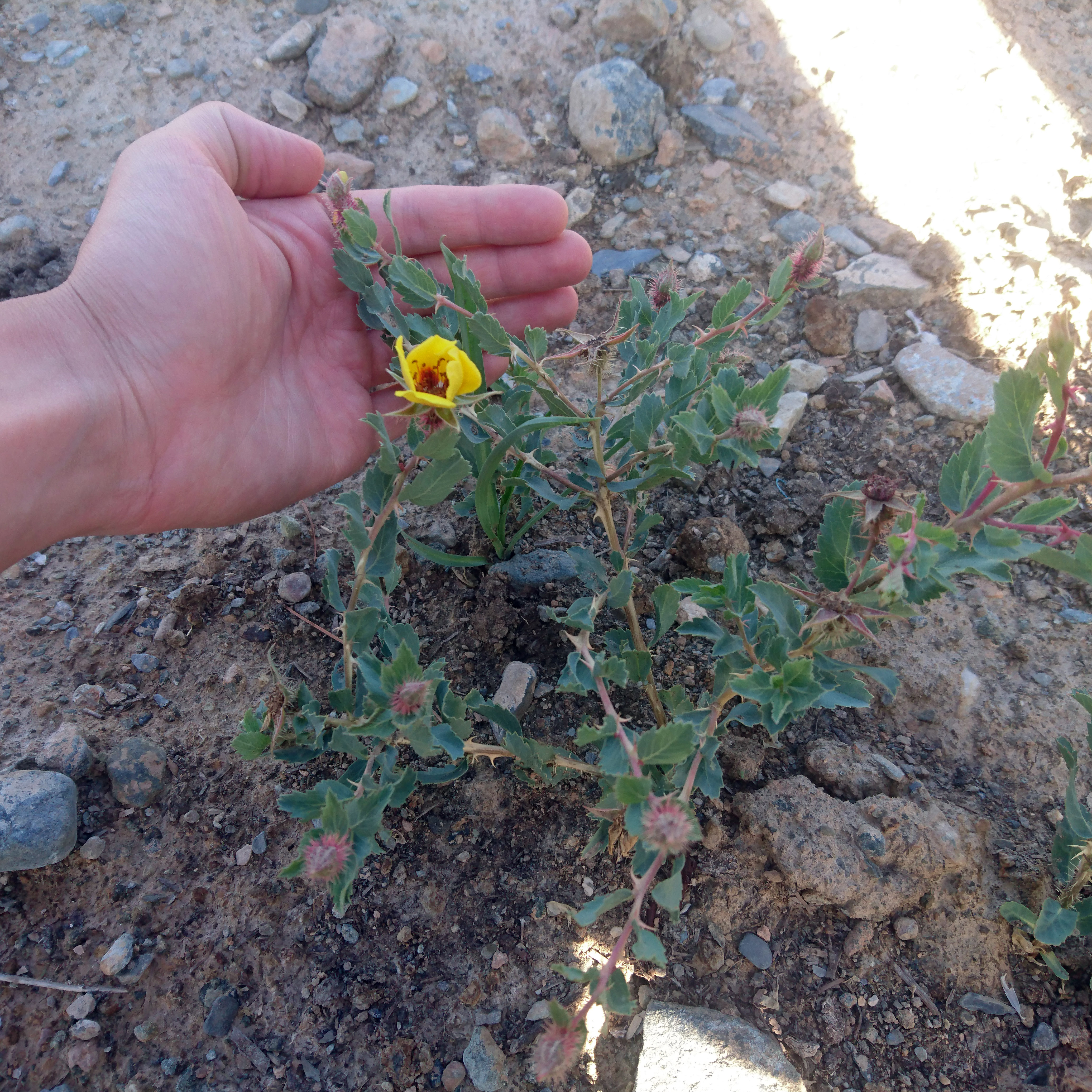
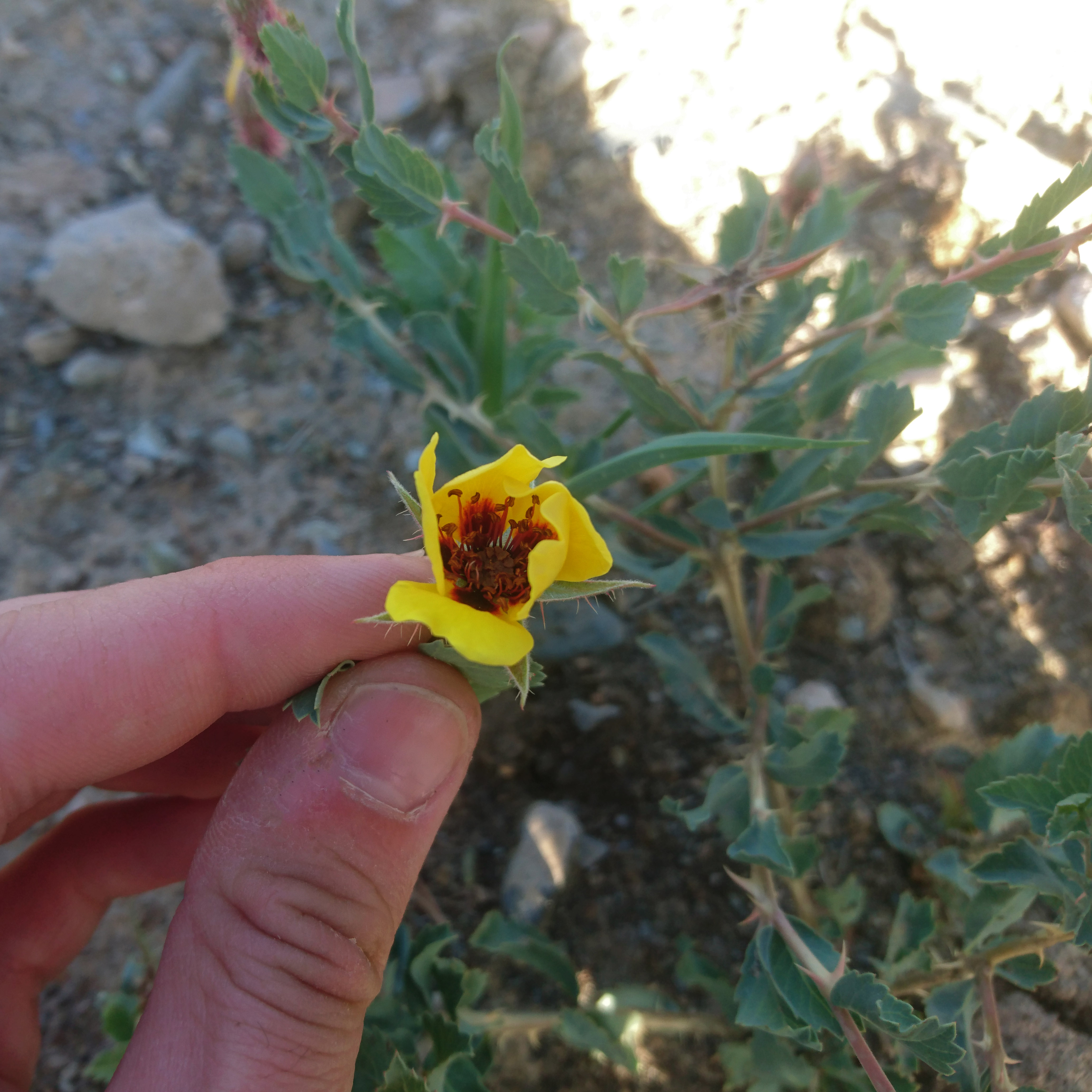
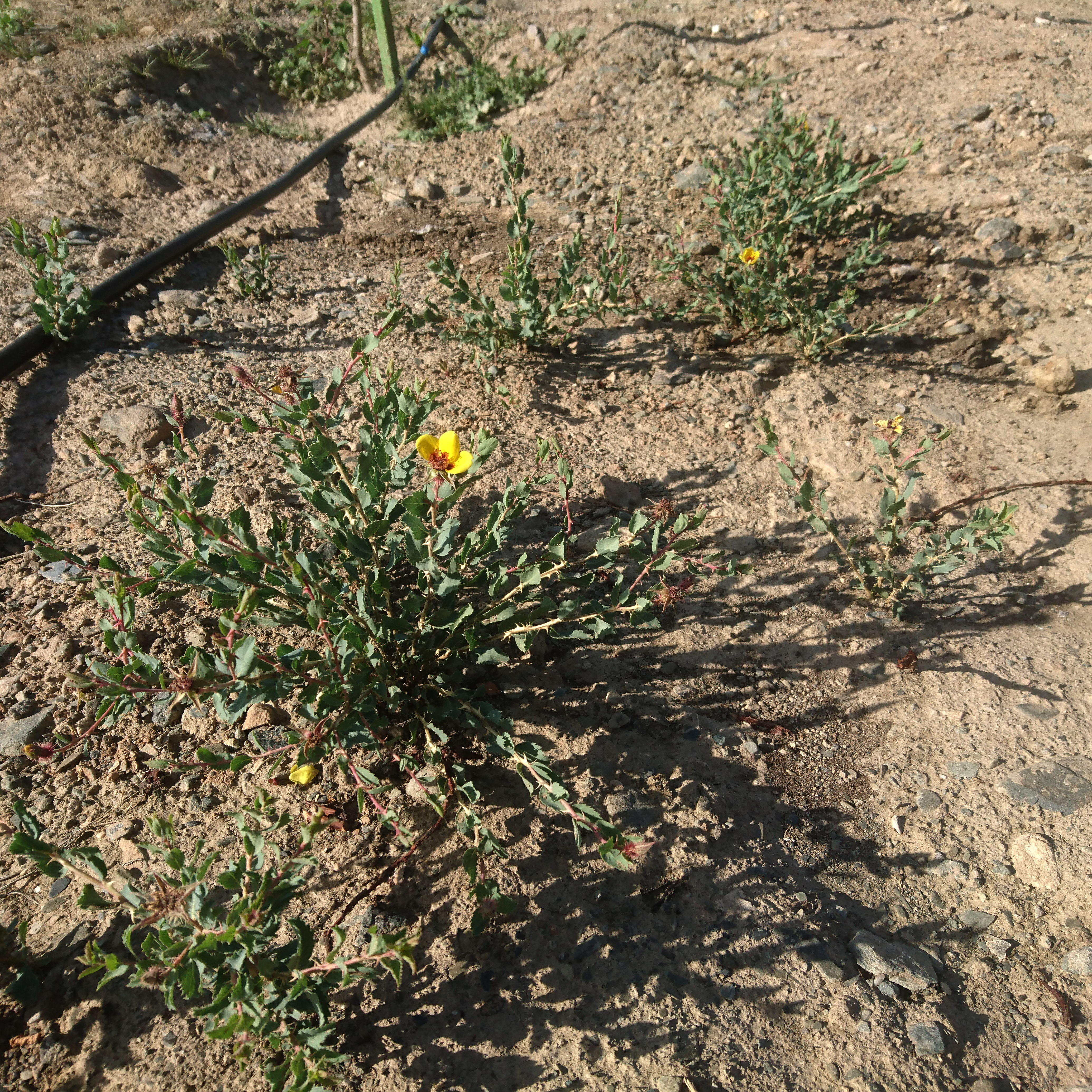
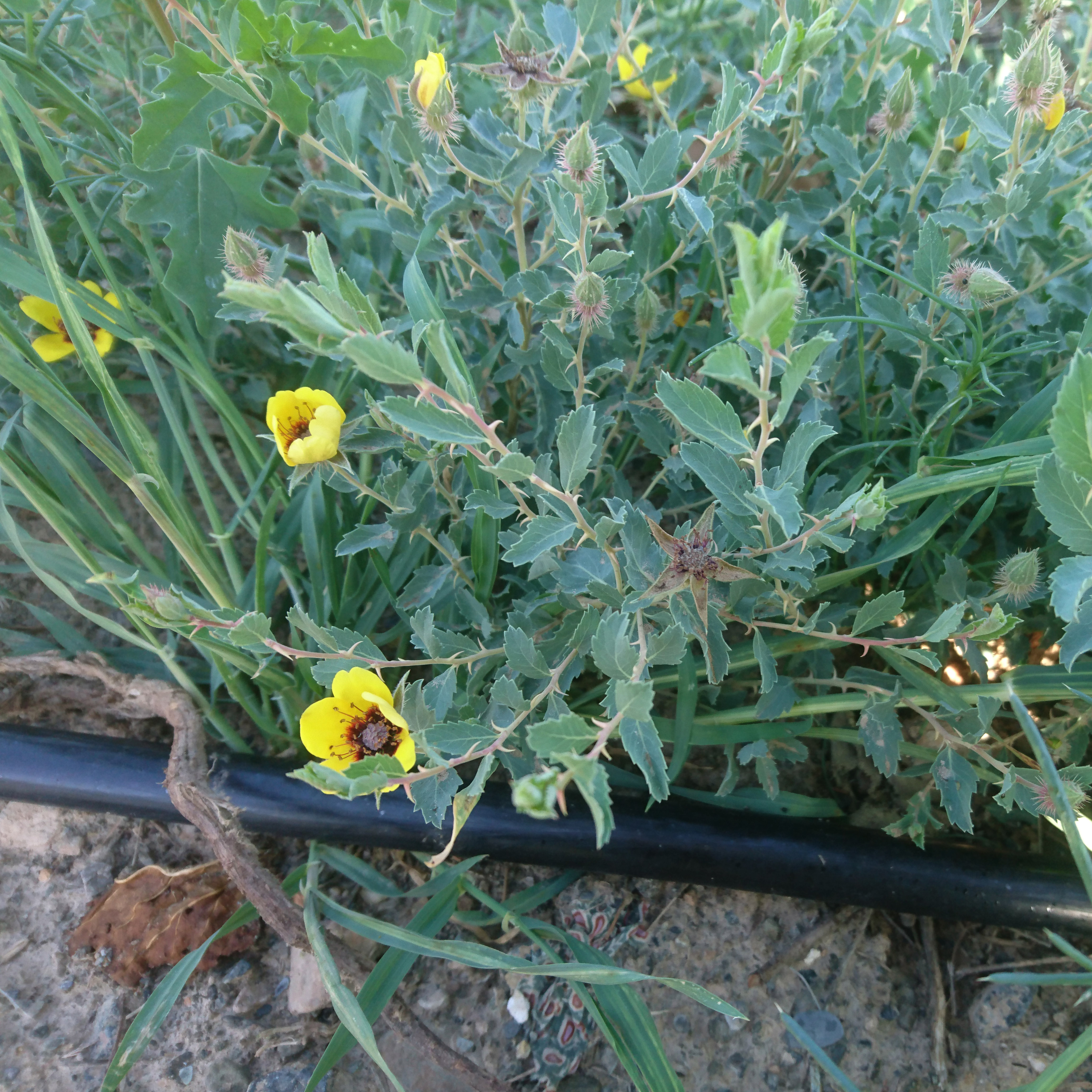
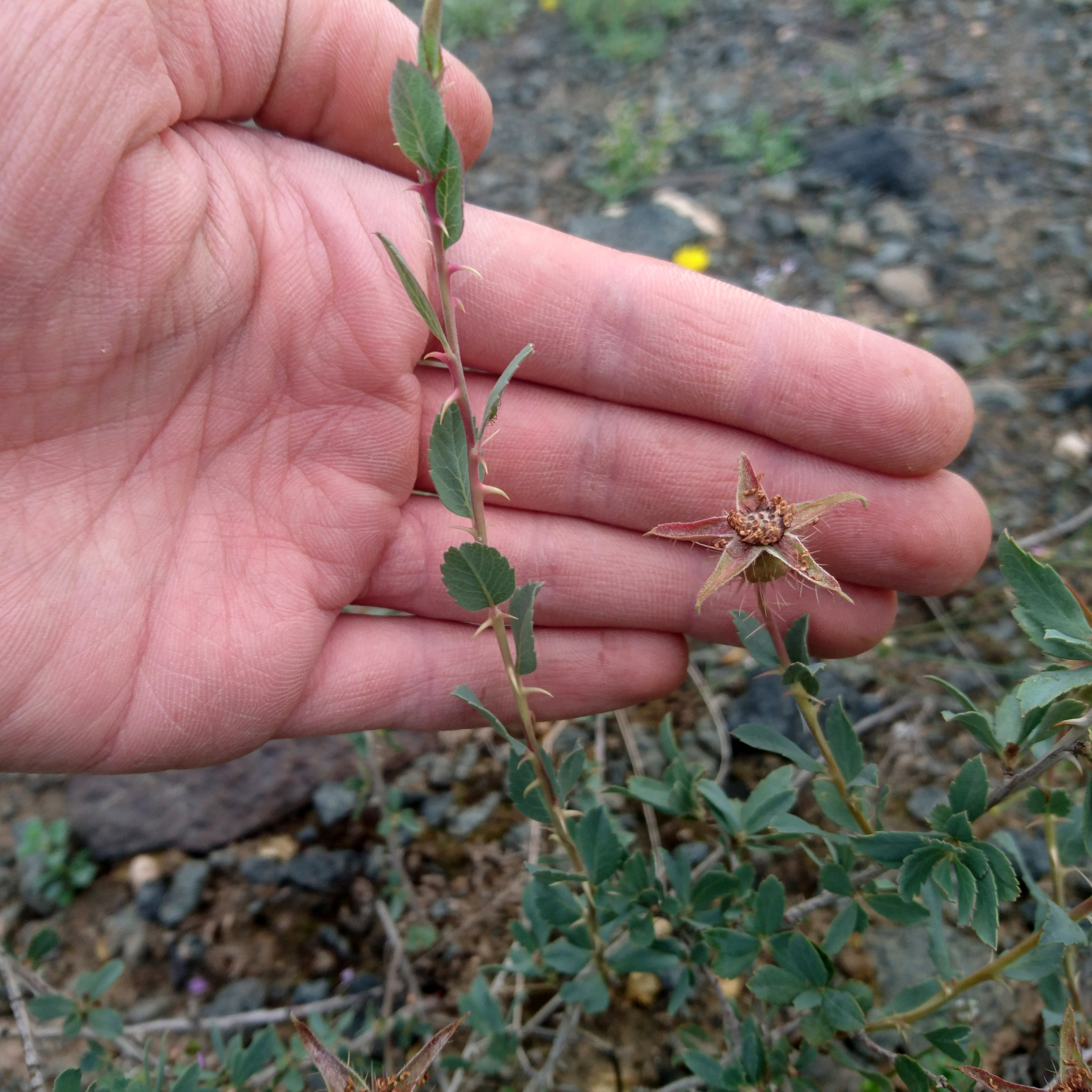
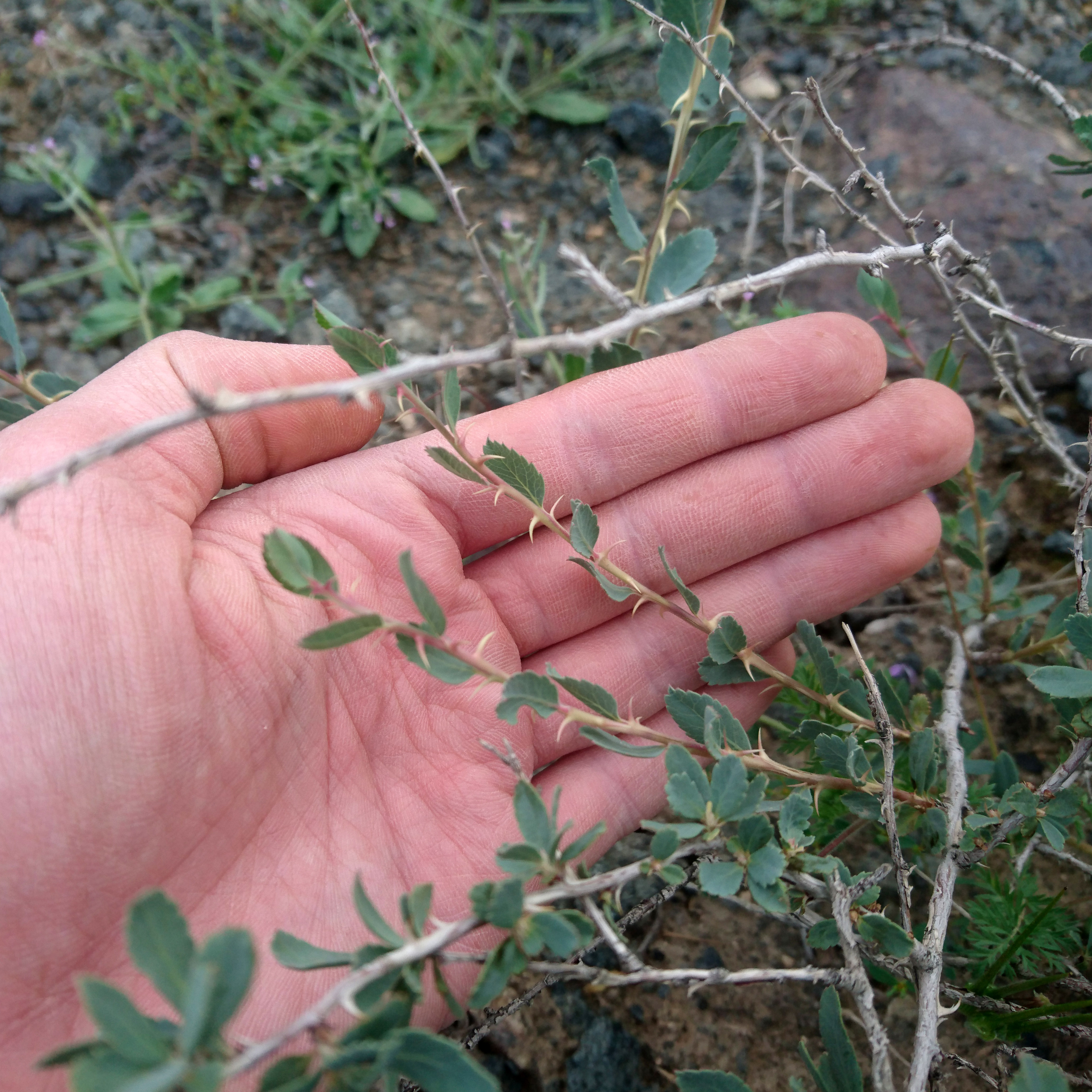
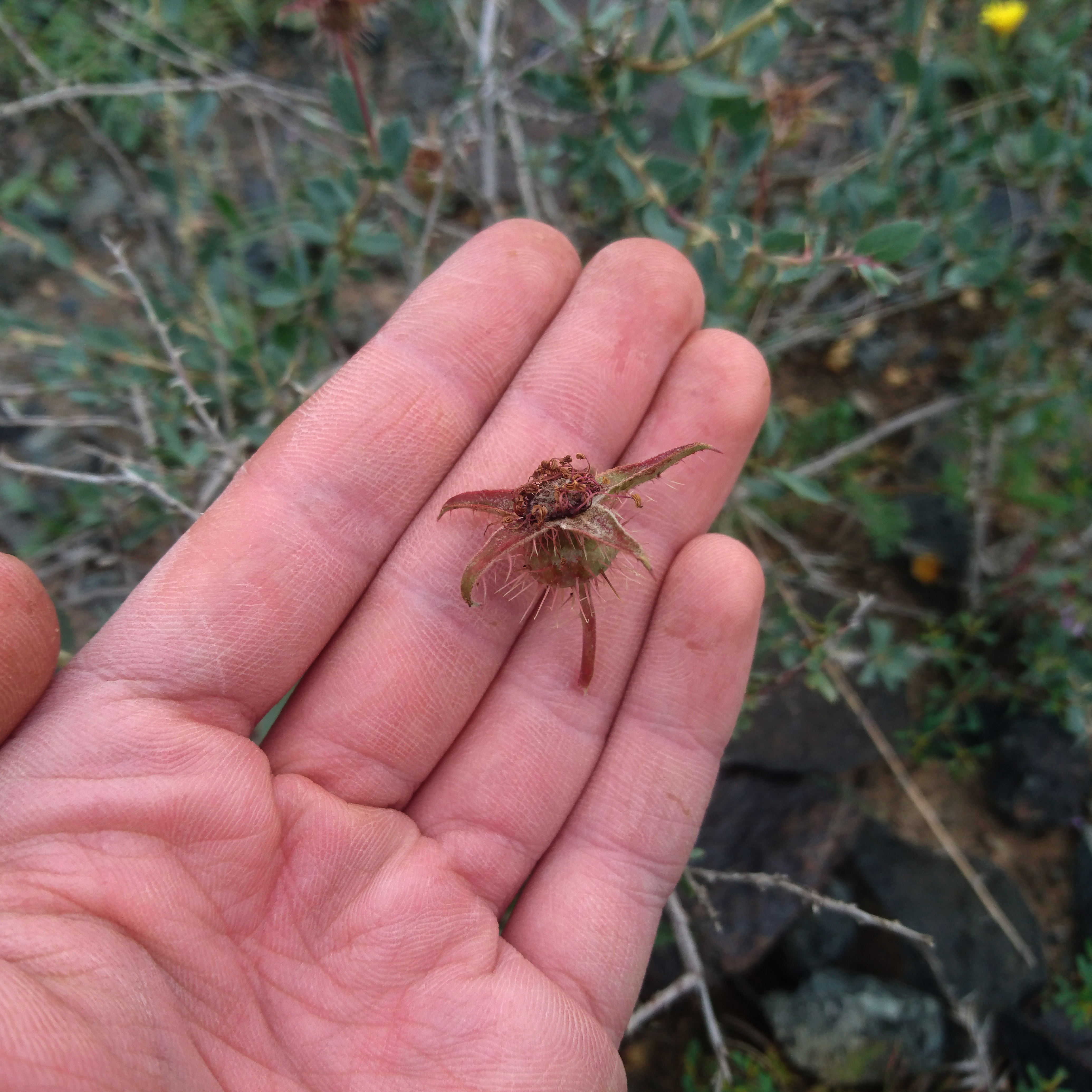
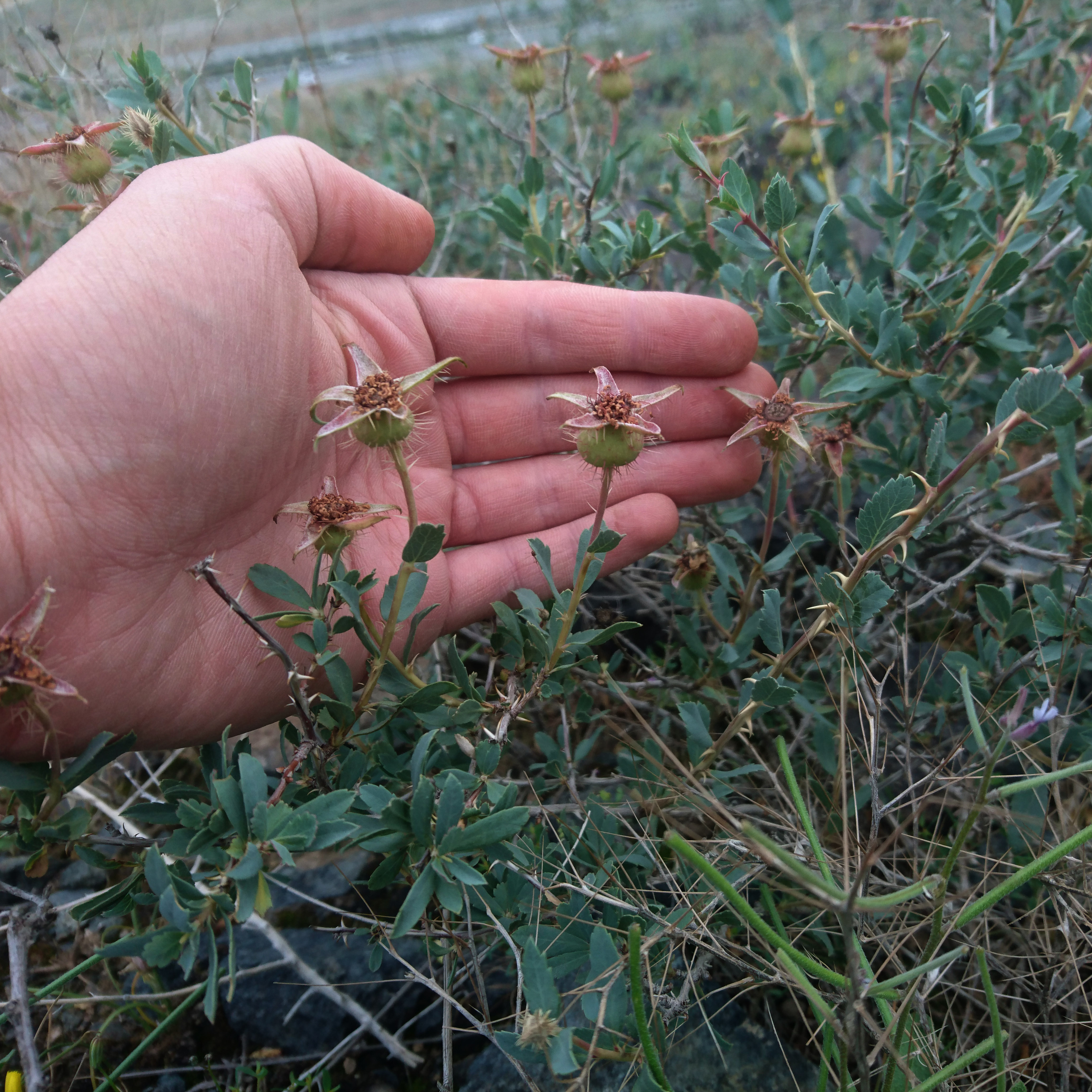
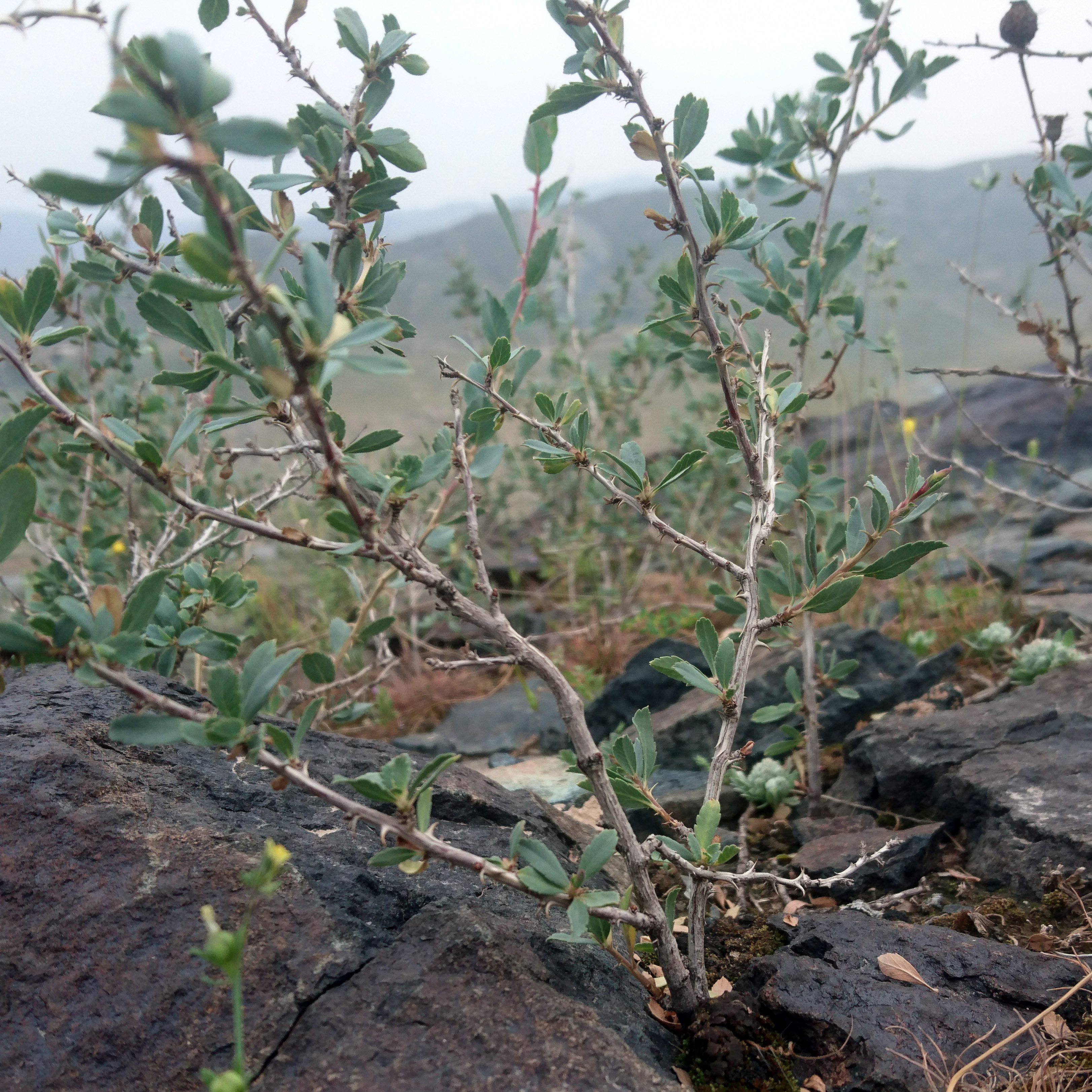
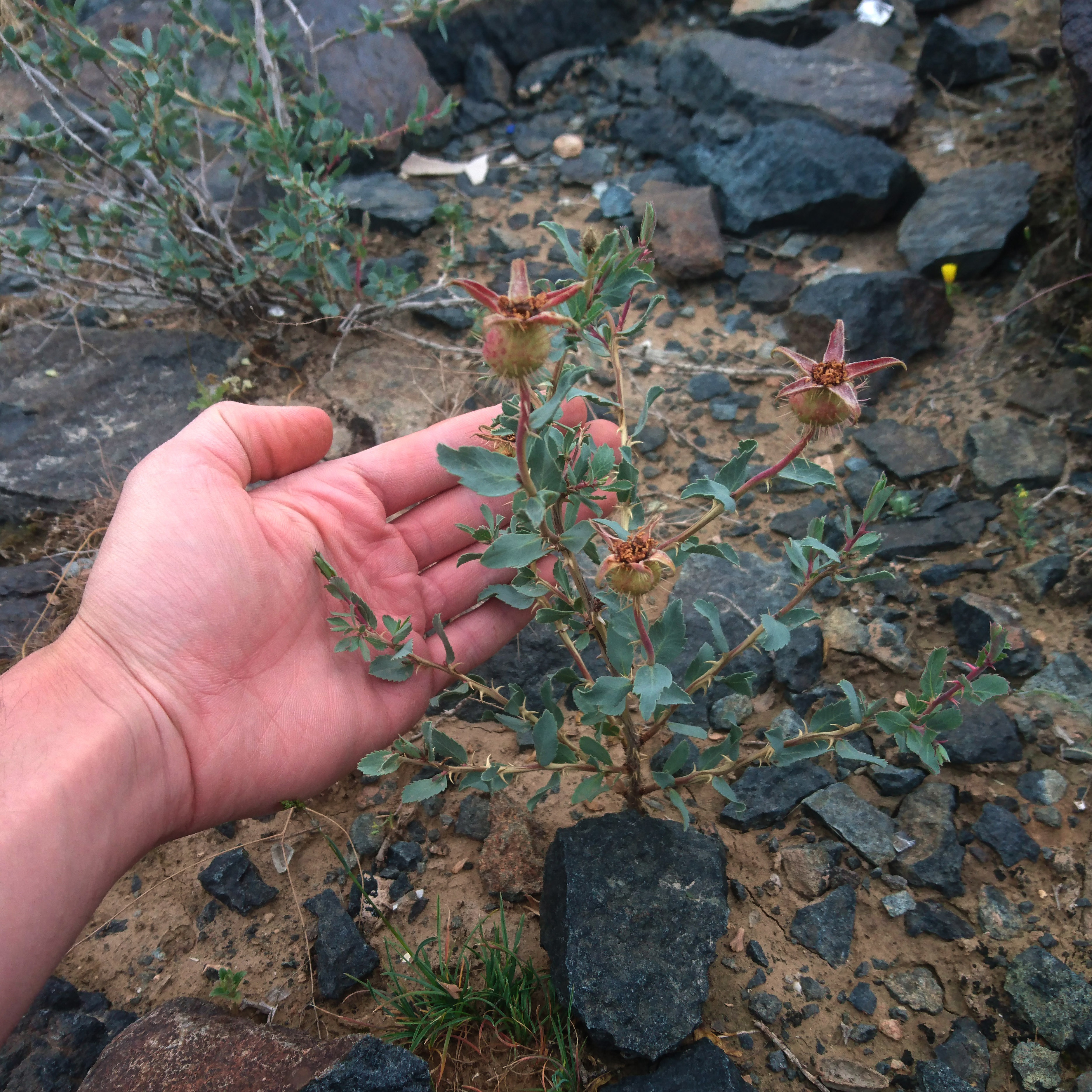

## دیگر گونه‌های رز با رنگ زرد
- رز آبشار طلا
- R. ecae (syn. R. xanthina var. ecae)
- نسترن زرد (syn. : R. lutea)
- رز گیگانتی (syn. R. × odorata var. gigantea)
- ورد اصفر Rosa hemisphaerica|R. hemisphaerica (syn. R. sulphurea)
- R. kokanica
- R. primula
- R. xanthina

## رز ابری
رز ابری، گونه‌ای از رز است‌که توسط گروهی از محققان «ایرانی» (پریسا کوباز، مریم جعفرخانی کرمانی، زهرا حسینی، ابوالفضل جوکار و محبوبه خاتم‌ساز) کشف و شناسایی شد. وجود صفاتی از جمله خار قلابی، پرپر بودن گلبرگ‌ها و گلبرگ‌های بدون لب یا به ندرت لب‌دار این گونه را از بقیه مجزا می‌سازد. البته رز آبریکا (یا ابری) بیشترین نزدیکی را به نسترن زرد (R. foetida) نشان می‌دهد ولی در صفاتی مثل تعداد برگچه‌ها، گل‌آذین خوشه‌ای، کاسبرگ کامل یا به‌ندرت لب‌دار، خامه کرک‌دار، هیپانتیوم همیشه بدون کرک و دمگل بدون کرک با آن تفاوت دارد.